# Barbara (manga)
Barbara (バルバラ異界?, Barbara ikai), noto anche con il titolo internazionale Otherworld Barbara, è un manga del 2002 scritto e disegnato da Moto Hagio.

## Trama
Aoba è una giovane ragazza che si trova in coma dall'età di nove anni, vivendo così in una specie di realtà immaginaria, chiamata "Barbara". Il giorno in cui la ragazza precipitò in coma, i suoi genitori furono inoltre ritrovati morti: Aoba aveva mangiato i loro cuori, dopo che sua madre aveva ucciso il marito e si era suicidata.

## Manga

### Volumi
| 1 | 26 giugno 2003 | ISBN 4-09-167041-5 | 29 luglio 2020                     | ISBN 978-88-349-0054-3                        |
| 1 | Capitoli - 1. Io, il centro del mondo (世界の中心であるわたし?, Sekai no chūshin de aru watashi) - 2. La bella addormentata tra il sangue e le rose (眠り姫は眠る血とバラの中?, Nemurihime wa nemuru chi to bara no naka) - 3. La danza delle spade non si balla al parco (公園で剣舞を舞ってはならない?, Kōen de kenbu o matte wa naranai) - 4. Lui si chiama Disperazione, lei Speranza (彼の名は絶望 彼女の名は希望?, Kare no na wa Zetsubō kanojo no na Kibō) - 5. Dov'è finito Ezra? (エズラはどこへ消えた？?, Ezura wa doko e kieta?) - 6. Vediamoci a Roppongi (六本木で会いましょう?, Roppongi de aimashō) |                    |                                    |                                               |
| 2 | 26 marzo 2004 | ISBN 4-09-167042-3 | 29 luglio 2020 30 settembre 2020   | ISBN 978-88-349-0054-3 ISBN 978-88-349-0055-0 |
| 2 | Capitoli - 7. Ti portavo sulle spalle (きみに肩車してあげた?, Kimi ni kataguruma shiteageta) - 8. Mangiami, sono in frigo (冷蔵庫の中のわたしを食べて?, Reizōko no naka no watashi o tabete) - 9. Nuotavamo nei mari di Marte (火星の海で泳いでいた?, Kasei no umi de oyoideita) - 10. Bentornato, papà (お父さんお帰りなさい?, Otō-san okaerinasai) - 11. Compivamo tutti gli anni il primo ottobre (お誕生日は同じ10月1日?, O-tanjōbi wa onaji jū-gatsu ichi-nichi) - 12. La panetteria Kasasagi a Higashi-Ikebukuro (東池袋カササギのパン屋?, Higashi-Ikebukuro Kasasagi no panya)                              |                    |                                    |                                               |
| 3 | 20 dicembre 2004 | ISBN 4-09-167043-1 | 30 settembre 2020 25 novembre 2020 | ISBN 978-88-349-0055-0 ISBN 978-88-349-0056-7 |
| 3 | Capitoli - 13. Lunga, lunga storia di un genoma (長い長いの物語?, Genomu no monogatari) - 14. Cose che nemmeno gli adulti capiscono (大人にだってわからない?, Otona ni datte wakaranai) - 15. La lunga strada verso Engaru (遠軽への遠い道?, Engaru e no tōi michi) - 16. Diventiamo una cosa sola (ひとつになりましょう?, Hototsu ni narimashō) - 17. Nessuno conosce il tuo nome (誰もあなたの名前を知らない?, Dare mo anata no namae o shiranai) - 18. Perché è la prima volta (はじめてのことだから?, Hajimete no koto da kara)                                                                                |                    |                                    |                                               |
| 4 | 26 settembre 2005 | ISBN 4-09-167044-X | 25 novembre 2020                   | ISBN 978-88-349-0056-7                        |
| 4 | Capitoli - 19. Ti ho sempre amata (ずっとあなたを愛していた?, Zutto anata o aishiteita) - 20. Un messaggio dall'aldilà (死者からのメッセージ?, Shisha kara no messāji) - 21. La distruzione di Barbara (バルバラ崩壊?, Barubara hōkai) - 22. L'asilo nido Hikobae di Hana-Koganei (花小金井ヒコバエ保育園?, Hana-Koganei Hikobae hoikuen) - 23. Ridatemi il mio Kiriya (ぼくのキリヤをかえしてくれ?, Boku no Kiriya o kaeshite kure) - 24. Da un lontano ieri verso un lontano domani (遠い昨日から遠い明日へ?, Tōi kinō kara toi ashita e)                                                                        |                    |                                    |                                               |